# Ceratinia tosca
Ceratinia tosca är en fjärilsart som beskrevs av William Schaus 1920. Ceratinia tosca ingår i släktet Ceratinia och familjen praktfjärilar. Inga underarter finns listade i Catalogue of Life.